# İnanç
İnanç ist ein türkischer männlicher und weiblicher Vorname sowie Familienname mit der Bedeutung „Vertrauen, Glauben“.

## Namensträger

### Männlicher Vorname
- Inanç Oktay Özdemir (* 1986), deutscher Schauspieler türkischer Abstammung

### Familienname
- Çetin İnanç (* 1941), türkischer Filmregisseur, Drehbuchautor und Filmproduzent
- Efe İnanç (* 1980), türkischer Fußballspieler